# SAM Coupé

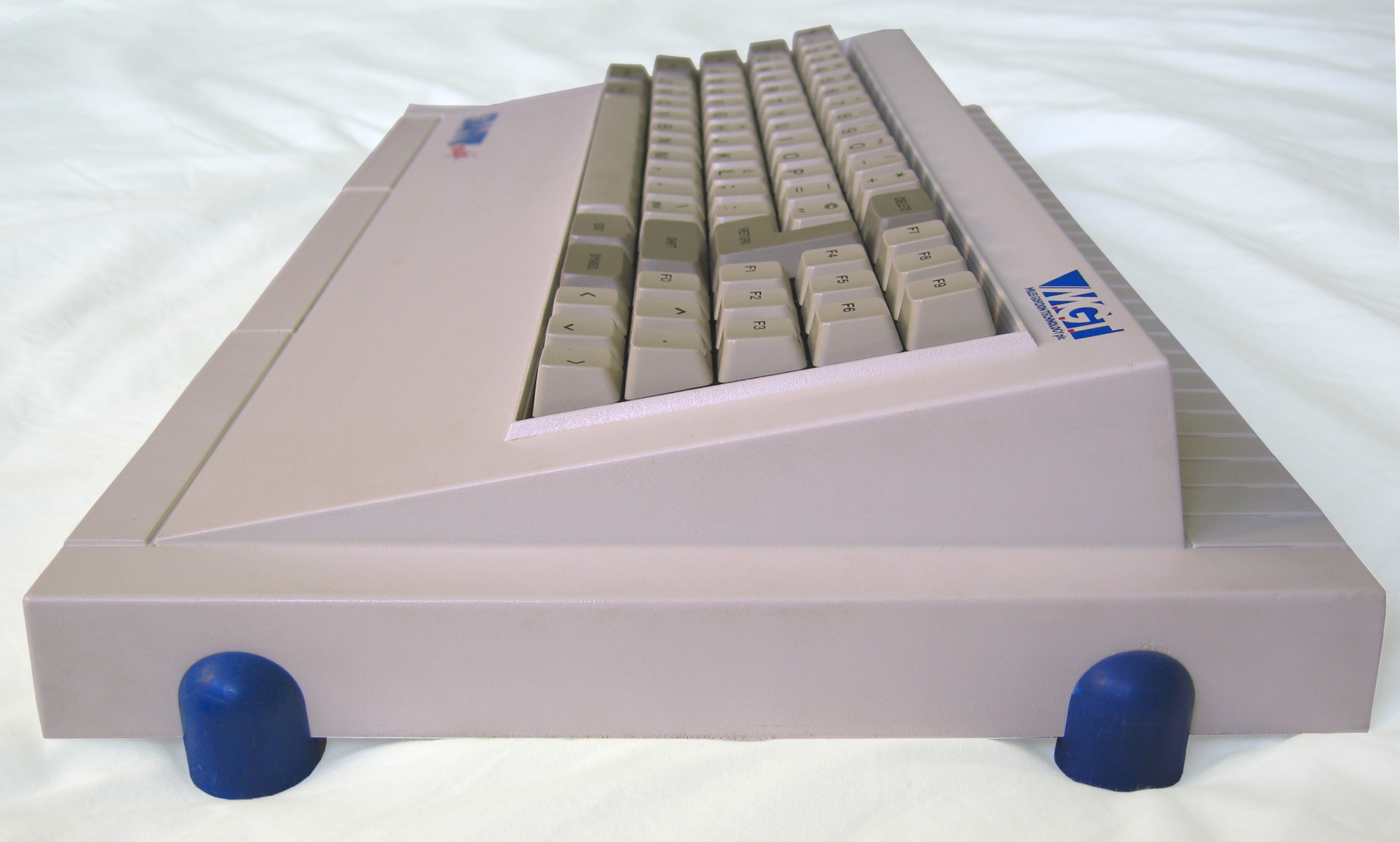
SAM Coupé, widok z boku

SAM Coupé (także SAM Élite) – 8-bitowy komputer domowy zaprojektowany przez angielską firmę Miles Gordon Technology, wprowadzony na rynek w grudniu 1989 r. Obsługiwał tryb emulacji ZX Spectrum.
Komputer ten miał:
- procesor Zilog Z80 z zegarem 6 MHz
- nowy układ graficzny umożliwiający wyświetlanie grafiki w 4 trybach:
  - tryb 1, kompatybilny wstecz z ZX Spectrum - 15 kolorów (8 kolorów wyświetlanych normalnie i te same kolory rozjaśnione, czarny rozjaśniony był taki sam jak wyświetlany normalnie) w rozdzielczości 256x192 px, kolory zdefiniowane w polach 8x8 px
  - tryb 2, znany z komputerów Timex Sinclair z kolorami zdefiniowanymi w polach 1x8 px
  - tryb 3, wyświetlający w rozdzielczości 512x192 px w 4 kolorach
  - tryb 4 - 256x192 px, 16 kolorów ze 127, kolor każdego piksela zdefiniowany osobno.
- programową obsługę tzw. „sprite”
- wbudowany układ dźwiękowy Philips SAA 1099 (6 kanałów, 8 oktaw stereo)
- wysokiej jakości klawiaturę
- 32 kB pamięci ROM, 256 lub 512 kB RAM
- tryb częściowej zgodności z ZX Spectrum (ale nie 128 pomimo posiadania odpowiedniej ilości RAM) - wymagający skopiowania ROM z ZX Spectrum
- fabrycznie montowany napęd dyskietek 3.5"
- wejście audio (np. dla magnetofonu), wyjście audio DIN5 stereo, wejście/wyjście MIDI
- wejście na dżojstik
- obsługę programową dedykowanej myszy
- rozbudowany interpreter języka BASIC (SAM BASIC), będący zarazem systemem operacyjnym komputera.

Komputerem nie zainteresowała się żadna duża firma produkująca oprogramowanie, programy, gry i dema tworzone były głównie przez entuzjastów i niewielkie firmy.